# إدوارد إس. أليس
إدوارد إس. أليس (بالإنجليزية: Edward S. Ellis) (11 أبريل 1840، جنيف في الولايات المتحدة - 20 يونيو 1916 في الولايات المتحدة)؛ مؤرخ، كاتِب مُتخصِّص في أدب الأطفال وروائي أمريكي.